# Otokar
Otokar Otomotiv ve Savunma Sanayi A.Ș., este un producător turc de autobuze și vehicule militare cu sediul în Sakarya , Turcia și o filială a lui Koç Holding . Utilizează licența Jaguar Land Rover.

## Legături externe
Materiale media legate de Otokar la Wikimedia Commons
- Otokar website tr
- History of Otokar Arhivat în 12 octombrie 2010, la Wayback Machine.
- Company Profile
- Article about Turkish Defense companies Arhivat în 10 ianuarie 2013, la Archive.is